# Udea capsifera
Udea capsifera là một loài bướm đêm trong họ Crambidae.